# Don Messick
Donald "Don" Earl Messick (Buffalo, 7 de setembro de 1926 - Salinas 24 de outubro de 1997) foi um dos dubladores mais prolíficos do século XX. Deu voz a várias personagens de desenhos animados clássicos, incluindo Scooby-Doo, Guarda Smith e Catatau, Muttley, Bambam Rubble, Astro, Zorak, Godzooky, Dr. Benton Quest, Papai Smurf, Ratchet, Paper Doll Man e Pixie de Plic, Ploc e Chuvisco.

## Vida e carreira
Messick nasceu em Buffalo, Nova York, filho de Lena Birch (nascida Hughes) e Earl Binford Messick, um pintor de casas. Ele primeiro quis ser um ventríloquo, e até se sustentava como um por um tempo. Sua grande chance aconteceu em meados da década de 1940. Na MGM, Tex Avery estava produzindo o desenho Droopy. O dublador usual, o ator de rádio Bill Thompson, não estava disponível. Daws Butler, que dublou personagens para a MGM, sugeriu que Avery procurasse Messick, e assim, ele foi contratado para dublar Droopy. Mais tarde, em meados dos anos 1950, quando Bill Thompson saiu da MGM, Messick assumiu o papel de Droopy.
Messick e Butler se tornaram uma equipe de dubladores para a Hanna-Barbera em 1957 com a chegada de Jambo e Ruivão. Don dublou Jambo, o gato, e o Professor Gizmo. Butler dublou o cão sulista Ruivão. Messick também narrou o desenho, que o fez como uma novela animada.
De 1957 a 1965, Butler e Messick deram voz a um grande número de personagens. Sempre o ajudante, os personagens de Messick não eram protagonistas. Seus papeis notáveis nessa época foram Catatau, Guarda Smith, Major Menor, Rato Ploc, Astro e Muttley.
Messick foi utilizado principalmente pela sua capacidade narrativa, que foram ouvidas em muitos dos desenhos animados em que Daws Butler estrelava. Ao narrar o desenho de Zé Colméia, ele também dublou o Guarda Smith com algo próximo a sua voz natural, deixando a impressão de que o Guarda estava narrando o desenho.
Messick acabaria por estrelar em uma série de desenhos animados: Coelho Ricochete. Este personagem vinha junto com o lerdo Bláu Bláu, dublado por Mel Blanc.
Nos desenhos animados espaciasi, Messick criou barulhos e sons para criaturas espaciais estranhas e alienígenas. Sua voz de "Guarda Smith" era frequentemente ouvida com diferentes vilões do espaço. Sua voz narradora foi dada a Homem-Vapor, Dr. Benton Quest, O Perigoso Homem de Papel e Multi-Homem. Sua voz narradora também foi ouvida em Hong Kong Fu e em Os Ho-ho-límpicos.
Em 1974, ele interpretou em Hong Kong Fu China, o gato, parceiro fiel de Hong Kong Fu.

## Scooby-Dooe papeis posteriores
Em 1969, ele foi escalado como o cão covarde Scooby-Doo de Scooby-Doo, Cadê Você?. Este papel permaneceria o maior de Messick e mais conhecido. Ele dublou o dogue alemão por todas as várias versões de Scooby-Doo: na televisão em vários formatos de 1969 a 1985, quatro filmes para televisão e uma série de comerciais também. Messick ainda estava dublando o papel quando O Pequeno Scooby-Doo apareceu de 1988 a 1991. De 1980 a 1988, Messick também dublou o sobrinho de Scooby, Scooby-Loo, tendo assumido o papel originado pelo dublador Lennie Weinrib em 1979.
Em 1981, Messick começou outro papel conhecido, o Papai Smurf na série Os Smurfs de 1981 a 1989. Ele também dublou Ratchet (o médico Autobot), Gears e Constructicon Scavenger em Transformers.